# Лялино (Рязанская область)
Лялино — село в Захаровском районе Рязанской области, входит в состав Большекоровинского сельского поселения.

## География
Село расположено у истока реки Пальная в 6 км на юго-восток от центра поселения села Большое Коровино и в 18 км на северо-запад от райцентра села Захарово.

## История
«Пустошь, что была деревня Лялинская, на реке Пальной» упоминается в грамоте Михаила Федоровича 1637 года в числе вотчин архиерейского дома. В окладных книгах село Лялинское названо новостроенным, отделившимся из прихода села Борисоглебского. Об освящении в селе новой Преображенской церкви послан указ от 31 октября 1700 года. В приходе к той церкви было крестьянских и бобыльских 35 дворов. В 1789 году вместо обветшавшей построена была новая церковь в прежнее храмонаименование. В 1873 году построена обновленная Преображенская церковь с двумя приделами. При церкви находились богадельня и торговые лавки. 
В XIX — начале XX века село входило в состав Остроуховской волости Михайловского уезда Рязанской губернии. В 1905 году в селе было 186 дворов.
С 1929 года село являлось центром Лялинского сельсовета Больше-Коровинского района Рязанского округа Московской области, с 1937 года — в составе Рязанской области, с 1956 года — в составе Захаровского района, с 2005 года — в составе Большекоровинского сельского поселения.

## Население
| 1859 | 1897  | 1905 | 2010 | 2023 |
| ---- | ----- | ---- | ---- | ---- |
| 841  | ↗1000 | ↘830 | ↘80  | ↘68  |